# Nourdin El Ouali
Nourdin el Ouali (Rotterdam, 16 oktober 1981) is een Nederlands politicus. Tussen 2014 en 2021 was El Ouali de politiek leider van NIDA. NIDA was een Nederlandse politieke partij met een islamitische grondslag. El Ouali zat in de gemeenteraad van Rotterdam, tot hij in januari 2020 aankondigde op te stappen en 'het land in te gaan'. Sinds 2021 is hij directeur bij Stichting Platform Islamitische Organisaties Rijnmond (SPIOR), een platform voor Islamitische organisaties in de regio.

## Raadslid Rotterdam
In 2014 was El Ouali lijsttrekker voor de politieke partij NIDA bij de gemeenteraadsverkiezingen van 2014. NIDA haalde twee zetels in de gemeenteraad van Rotterdam waar El Ouali fractievoorzitter werd. El Ouali zat eerder al in de gemeenteraad namens GroenLinks. In 2015 won hij de titel 'Rotterdams Politicus van het Jaar'.
NIDA vormde in februari 2018 samen met PvdA, GroenLinks en SP het Links Verbond in Rotterdam. Dit verbond werd enkele weken later, in maart 2018, opgeheven, nadat er een tweet van NIDA uit 2014 opdook, waarin de partij een vergelijking maakte tussen Israël en ISIS. El Ouali nam geen afstand van de tweet. De andere partijen uit het verbond namen wegens de tweet afstand van NIDA.
Bij de gemeenteraadsverkiezingen van 2018 behield NIDA haar twee zetels. El Ouali was wederom lijsttrekker en fractievoorzitter.

## Tweede Kamerverkiezingen 2021
Op 5 juli 2020 kondigde El Ouali aan dat NIDA zou meedoen met de Tweede Kamerverkiezingen van 2021. El Ouali werd op 22 november 2020 gekozen als lijsttrekker.

## Gemeenteraadsverkiezingen 2022
In oktober 2021 maakte NIDA bekend niet mee te doen aan de gemeenteraadsverkiezingen van 2022 en door te gaan als lobbygroep.